# Kemathaus (Schlanders)

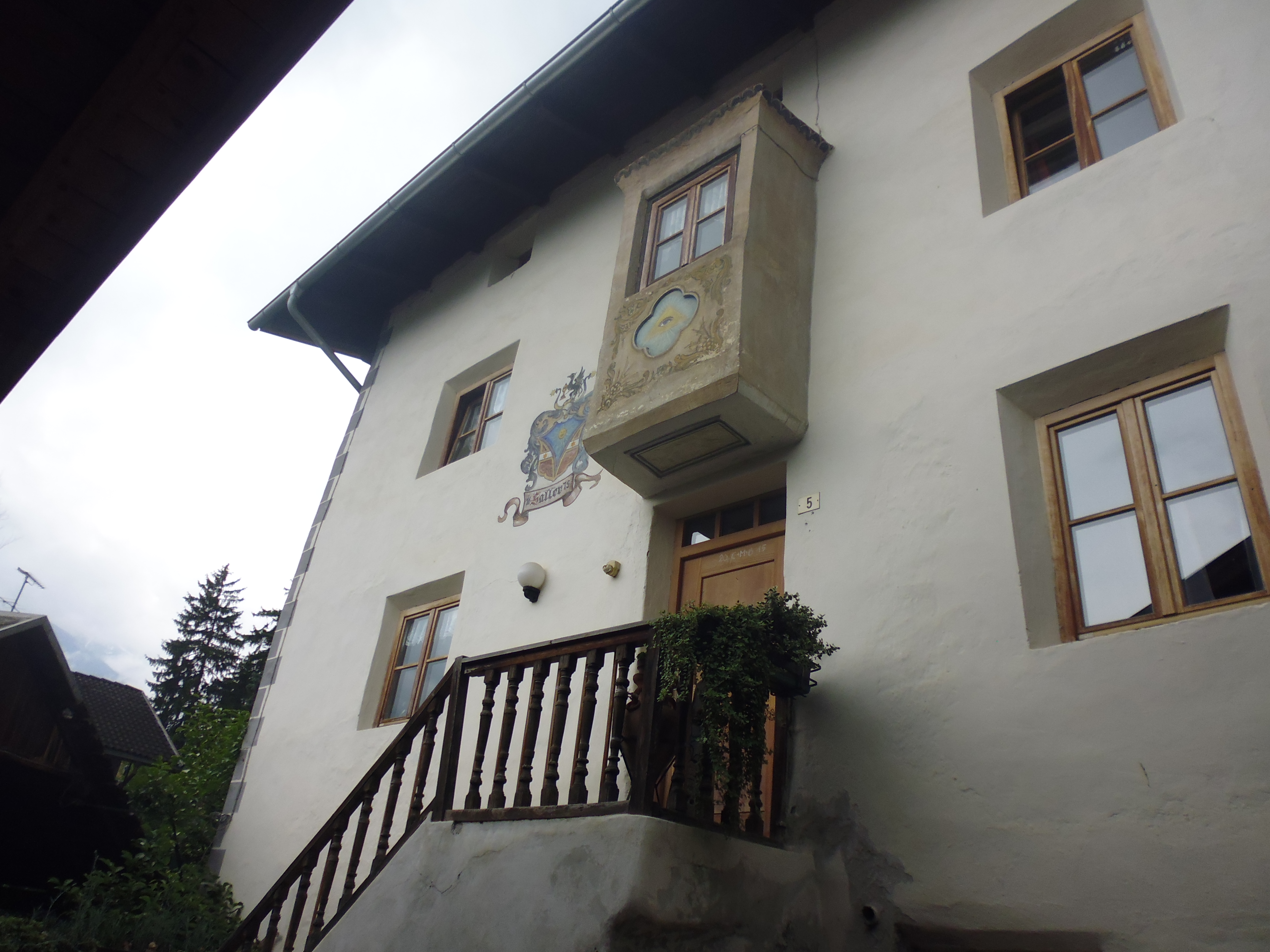
Kemathaus in der Schlossgasse

Das Kemathaus (auch Steinkeller genannt) in Schlanders in Südtirol liegt in der Schlossgasse auf halbem Weg zwischen der Schlandersburg und dem Ansitz Heydorf. Das an der Nordseite angebaute und an die Schlandersburgstraße angrenzende Haus ist weitaus jüngeren Datums und hat mit dem Kemathaus nichts zu tun.

## Geschichte
Das Alter des Hauses lässt sich bis in das 14. Jahrhundert zurückdatieren. Erstmals wird 1333 ein „hof zu kemnat“ erwähnt. Am Ende des 17. Jahrhunderts erscheint Johann Franz von Heydorf, dem auch der in der Nachbarschaft liegende Heydorf gehörte, als Besitzer. Er hat wahrscheinlich die Umbauten ausführen lassen, die bis heute gegenwärtig sind. Zu Beginn des 18. Jahrhunderts verkauften die Heydorfer das Haus an einen unbekannten Handwerksmeister. 1738 wohnte im Kemathaus ein Schneider, der es jedoch nicht gänzlich nutzte, etwa ein Viertel des Anwesens blieb im Leerstand. Im Jahre 1779 wird dann ein Weber als Bewohner des bis dahin vakant gebliebenen Teils erwähnt. Nach dem Ersten Weltkrieg wird die Familie Steinkeller als Besitzer genannt. Diese Familie zog es vor, nach 1939 die Option (Option in Südtirol) wahrzunehmen und nach Deutschland umzusiedeln. Sie verkaufte das Haus an den Vater des heutigen Besitzers.

## Bauwerk
Das Haus ist ein dreigeschossiger Bau mit einem einhüftigen Satteldach und einem außergewöhnlich hohen Erdgeschoss. Die gegen den Hang gemauerten Kellerräume dienten als Vorrats- und Lagerräume. Gassenseitig befindet sich eine gemauerte Freitreppe mit einem zierlich gearbeiteten hölzernen Balustergeländer. Die Treppe führt über den Stichflur zu den Wohnräumen. Die Eingangstür ist rechteckig ausgeführt. Im dritten Obergeschoss kragt über dem Eingang ein künstlerisch gestalteter Rechteckerker aus. Dessen Brüstungsfeld wird von einem vertieften Vierpassfeld mit dem allsehenden Auge Gottes verziert. An der Südseite des Erkers befinden sich Freskenmalereien, die auf der Nordseite nicht vorhanden waren, oder aber inzwischen verschwunden sind. Links vom Erker ist auf der Hauswand ein Wappen mit der Inschrift „Saller 1675“ angebracht. Als letztes Geschoss befindet sich unter der Dachtraufe eine Mezzaningeschoss mit kleinen Rechteckfenstern. Die Hausecken zeigen eine Quaderbemalung.
Seit dem 24. Oktober 1980 ist das Gebäude unter Denkmalschutz gestellt.